# تاكمة (بوغريبة)
تاكمة هي إحدى مشيخات المملكة المغربية، تتبع جغرافيا لإقليم بركان وإداريًا لبوغريبة. يقدر عدد سكانها بـ 9138 نسمة حسب الإحصاء الرسمي للسكان والسكنى لسنة 2004.